# Rubén Ramírez dos Ramos
Rubén Alejandro Ramírez dos Ramos (Caracas, 18 oktober 1995) is een Portugees-Venezolaans voetballer die als verdediger speelt.

## Carrière
Rubén Ramírez speelde in de jeugd van Caracas FC, waar hij twee seizoenen tot twee competitiewedstrijden kwam op het hoogste niveau van Venezuela. Hierna speelde hij ieder seizoen voor een andere club in de Primera División, achtereenvolgens voor Carabobo FC, Estudiantes de Caracas, Deportivo La Guaira, Deportivo Anzoátegui en Atlético Venezuela. Met Deportivo Anzoátegui speelde hij ook twee wedstrijden in de Copa Sudamericana tegen het Argentijnse CA Huracán. In het seizoen 2018/19 werd hij door Atlético Venezuela verhuurd aan Fortuna Sittard met een optie tot koop. Aanvankelijk keerde hij snel terug naar Venezuela maar kwam later in het seizoen toch weer naar Sittard. Hij kwam weinig aan bod en Fortuna lichtte de optie niet. Medio 2019 ging hij naar FC Urartu in Armenië, waar hij tot 2020 speelde.

### Statistieken
| Seizoen                       | Club                   | Land           | Competitie       | Competitie | Competitie | Beker | Beker | Internationaal | Internationaal | Totaal | Totaal |
| Seizoen                       | Club                   | Land           | Competitie       | Wed.       | Dlp.       | Wed.  | Dlp.  | Wed.           | Dlp.           | Wed.   | Dlp.   |
| ----------------------------- | ---------------------- | -------------- | ---------------- | ---------- | ---------- | ----- | ----- | -------------- | -------------- | ------ | ------ |
| 2012/13                       | Caracas FC             | Venezuela      | Primera División | 1          | 0          | ?     | ?     | 0              | 0              | 1      | 0      |
| 2013/14                       | Caracas FC             | Venezuela      | Primera División | 1          | 0          | ?     | ?     | 0              | 0              | 1      | 0      |
| 2013/14                       | Carabobo FC            | Venezuela      | Primera División | 11         | 0          | ?     | ?     | –              | –              | 11     | 0      |
| 2015                          | Estudiantes de Caracas | Venezuela      | Primera División | 5          | 0          | ?     | ?     | –              | –              | 5      | 0      |
| 2016                          | Deportivo La Guaira    | Venezuela      | Primera División | 0          | 0          | ?     | ?     | 0              | 0              | 0      | 0      |
| 2017                          | Deportivo Anzoátegui   | Venezuela      | Primera División | 34         | 0          | ?     | ?     | 2              | 0              | 36     | 0      |
| 2018                          | Atlético Venezuela     | Venezuela      | Primera División | 14         | 0          | ?     | ?     | –              | –              | 14     | 0      |
| 2018/19                       | → Fortuna Sittard      | Nederland      | Eredivisie       | 7          | 0          | 0     | 0     | –              | –              | 7      | 0      |
| 2019/20                       | FC Urartu              | Armenië        | Bardzragujn ch.  | 13         | 0          | 3     | 0     | –              | –              | 16     | 0      |
| Carrièretotaal                | Carrièretotaal         | Carrièretotaal | Carrièretotaal   | 86         | 0          | 3     | 0     | 2              | 0              | 91     | 0      |
| Bijgewerkt op 2 december 2020 |                        |                |                  |            |            |       |       |                |                |        |        |